# ماكسيم يرماك
ماكسيم يرماك (بالروسية: Ермак, Максим Юрьевич)‏ (بالأوكرانية: Максим Юрійович Єрмак)‏ هو لاعب كرة قدم روسي وأوكراني في مركز الهجوم، ولد في 11 نوفمبر 1976 في كراسنودار كراي في روسيا. لعب مع ميتالورغ دونيتسك ونادي خيمكي ونادي كوبان كراسنودار.

## وصلات خارجية
- ماكسيم يرماك على موقع اتحاد أوكرانيا (الإنجليزية)
- ماكسيم يرماك على موقع قاعدة بيانات كرة القدم.إي يو (الإنجليزية)
- ماكسيم يرماك على موقع Soccerway.com (الإنجليزية)